# Cinnamomum kunstleri
Cinnamomum kunstleri är en lagerväxtart som beskrevs av Henry Nicholas Ridley. Cinnamomum kunstleri ingår i släktet Cinnamomum och familjen lagerväxter. Inga underarter finns listade i Catalogue of Life.